# Omphax rhodampyx
Omphax rhodampyx är en fjärilsart som beskrevs av Louis Beethoven Prout 1930. Omphax rhodampyx ingår i släktet Omphax och familjen mätare. Inga underarter finns listade i Catalogue of Life.